# Битово (Старгардський повіт)
Битово (пол. Bytowo, нім. Butow) — село в Польщі, у гміні Добжани Старгардського повіту Західнопоморського воєводства.
Населення — 221 особа (2011).
У 1975-1998 роках село належало до Щецинського воєводства.

## Демографія
Демографічна структура станом на 31 березня 2011 року:
|          | Загалом | Допрацездатний вік | Працездатний вік | Постпрацездатний вік |
| -------- | ------- | ------------------ | ---------------- | -------------------- |
| Чоловіки | 116     | 25                 | 85               | 6                    |
| Жінки    | 105     | 25                 | 59               | 21                   |
| Разом    | 221     | 50                 | 144              | 27                   |